# 2024 (număr)
2024 (două mii douăzeci și patru) este numărul natural care urmează după 2023 și precede pe 2025 într-un șir crescător de numere naturale.

## În matematică
2024:
- Este un număr par.[1][2]
- Este un număr compus.[3]
- Este un număr abundent.[4][5]
- Suma cifrelor sale este egală cu un divizor: 2 + 0 + 2 + 4 = 8[6][7], deci este divizibil cu suma cifrelor sale.[8]
- Este al 22-lea număr tetraedric.[9][10]
- Este al 8-lea un număr dodecaedric.[11][12]
- Este al 45-lea număr de forma {\displaystyle n^{2}-1.} ({\displaystyle 45^{2}-1=2024.})[13][14]
- Este al 46-lea număr de forma {\displaystyle n^{2}-2n.} ({\displaystyle 46^{2}-2\times 46=2024.})[13]
- Este al 15-lea număr de forma {\displaystyle 9n^{2}-1.} ({\displaystyle 9\cdot 15^{2}-1=2024.)}[15]
- Este al 10-lea număr de forma {\displaystyle 2^{n}+n^{3}.} ({\displaystyle 2^{10}+10^{3}=2024.)}[16]
- Este suma pătratelor a primelor 11 numere pare. ({\displaystyle 2^{2}+4^{2}+6^{2}+8^{2}+10^{2}+12^{2}+14^{2}+16^{2}+18^{2}+20^{2}+22^{2}=2024.})[17]
- Este suma cuburilor a 8 numere consecutive. ({\displaystyle 2^{3}+3^{3}+4^{3}+5^{3}+6^{3}+7^{3}+8^{3}+9^{3}=2024.})[18]
- Este al 409-lea număr Harshad.[19][20]
- Este un număr Harshad divizibil cu suma cifrelor sale.[20]
- Este al treilea din șirul de patru numere Harshad consecutive. (2022, 2023, 2024, 2025)[21][22][23]
- Este numărul mijlociu dintr-o triadă de numere consecutive divizibile printr-un pătrat. (2023, 2024, 2025)[24]
- Este numărul mic dintr-o pereche de numere consecutive divizibile prin cuburi mai mari decât 1. (2025 este divizibil prin 33 = 27.)[25]
- Este un coeficient binomial de forma {\displaystyle C_{n}^{8n}.} {\displaystyle \left(C_{3}^{24}={\frac {24\cdot 23\cdot 22}{1\cdot 2\cdot 3}}=2024.\right)}[26]
- Cifrele pătratului său sunt concatenarea cifrelor a două pătrate. ({\displaystyle 2024^{2}=4096576,} {\displaystyle 4096=64^{4},\ 576=24^{2}.})[27]

## În știință

### În astronomie
- 2024 McLaughlin este un asteroid din centura principală.
- Obiectul NGC 2024 (Nebuloasa Flacără) din New General Catalogue este o nebuloasă de reflexie în constelația Orion.[28]

## În alte domenii
2024 se poate referi la:
- Jocurile Olimpice de vară din 2024
- Campionatul European de Fotbal 2024